# K-Wagen
De K-wagen was een superzware Duitse tank uit de Eerste Wereldoorlog, de grootste die ooit gebouwd is.

## Achtergronden
De Duitsers werden volledig verrast door de inzet op 15 september 1916 van de eerste Britse tank: de Mark I. Het leger beried zich op de vraag hoe hierop te reageren. Al snel bleek dat er geen capaciteit voor de massaproductie van alweer een nieuw wapensysteem kon worden vrijgemaakt. De marine had al een claim gelegd op het meeste pantserstaal. Daarbij was de brandstofsituatie kritiek: een enkele tank zou net zoveel benzine verbruiken als de quota van een hele divisie. Dit alles sloot de vorming van een eigen krachtig pantserwapen uit. Men vond dat op zich niet eens een enorm nadeel. Tanks werden gezien als gespecialiseerde aanvalswapens en Duitsland was voorlopig helemaal niet van plan op het Westelijk Front tot de aanval over te gaan. Tegen Rusland was de moderne infanterietactiek van generaal von Hutier ruimschoots afdoende, zo hadden de Duitse overwinningen van 1915 aan het Oostelijk Front wel bewezen.
Evenmin als het ontbreken van de eigen pantsermacht vormde het bestaan van de vijandelijke in Duitse ogen een groot probleem. De prestaties van het handjevol Britse tanks waren niet bepaald indrukwekkend te noemen. Ze vormden geen serieuze tactische dreiging. Maar één gevaar dreigde wél: dat het moreel van leger en volk zou worden aangetast. Het Britse volk was in kennelijke staat van tankeuforie. Wat als omgekeerd een Panzerschreck het Duitse zou bevangen? De Eerste Wereldoorlog kenmerkt zich doordat voor het eerst psychologische oorlogsvoering massaal, systematisch en wetenschappelijk ter hand werd genomen. Het belangrijkste wapen tegen de tank was dan ook: propaganda. De Duitse krantenlezer, de frontsoldaat incluis, werd vergast op een eindeloze reeks artikelen waarin de tank belachelijk werd gemaakt. Na iedere inzet sierden foto's van uitgebrande tankwrakken steevast de pagina's. Het vooroordeel dat de tank nutteloos zou zijn werd er zo ingehamerd dat het Duitse leger er twintig jaar later nog last van zou hebben.
Om die propaganda te versterken, zou men ook overgaan tot het oprichten van een eigen – noodzakelijkerwijs kleine – tankstrijdmacht, alleen maar om naar waarheid te kunnen stellen: ook wij hebben tanks. Dat is welbeschouwd niet erg logisch, maar de psychologie van de propaganda leert dat in de menselijke psyche de tegenstrijdige opvattingen: "Alle tanks zijn waardeloos" en "Onze tanks zijn onoverwinnelijk" in beginsel probleemloos naast elkaar kunnen bestaan. Desalniettemin liep men een klein gevaar op mentale kortsluiting en dat werd ondervangen door de eis dat de Duitse tanks superieur moesten zijn aan hun tegenstanders, iets wat natuurlijk mede een zelfstandige propagandawaarde zou hebben en daarbij ook wenselijk was uit tactisch opzicht. Hiervoor werd allereerst de A7V geschapen, een voertuig dat primair snel voorzag in de propagandabehoefte aan een eigen Duitse tank. Dit wapen was weliswaar sneller en beter gepantserd dan de tanks van de Entente, maar zag er nog te primitief en onbeholpen uit om een grote indruk achter te kunnen laten bij het Duitse publiek. Om die laatste functie te vervullen, besloot Chefkraft, het directoraat voor de motorisering, begin 1917 tot de bouw van een reusachtig voertuig dat er geen enkele twijfel over zou laten bestaan welk land echt onoverwinnelijke tanks bezat: de K-Wagen. Omdat het leger al voorzag dat de praktische waarde van zulke monstertanks nihil was, begon het reeds tijdens de allereerste commissievergaderingen in alle toonaarden tegen de bouw van zoiets völlig Idiotisches te protesteren. Het project werd afgeschilderd als een nutteloze verspilling van grondstoffen en productiecapaciteit. Men was bang dat het niet zou blijven bij fraaie fotosessies alleen en dat men gedwongen zou worden werkelijk met de giganten ten strijde te trekken. Alle tegenwerking ten spijt keurde het Kriegsministerium op 28 juni 1917 de bouw van tien exemplaren goed, binnen acht maanden in gelijk aantal uit te voeren door de kogellagerfabriek van Riebe te Berlijn en de wagonfabriek Wegmann te Kassel. Men had haast: de eerste plannen gingen nog uit van een bouwtijd van een jaar.

## Beschrijving

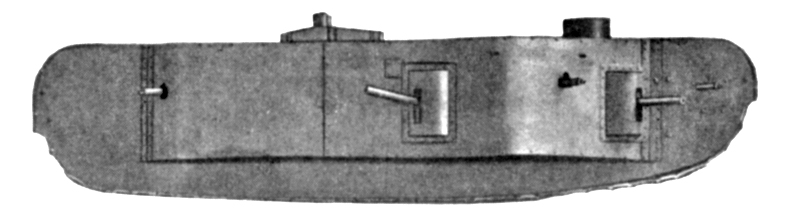
K-Wagen; deze zwaar geretoucheerde foto laat de enorme breedte van het voertuig niet goed uitkomen.

De K-Wagen is verreweg de grootste tank waarbij men werkelijk een begin heeft gemaakt met de constructie ervan - met mogelijke uitzondering van Ratte. Met een lengte van 12,7 meter is hij groter dan de Char 2C (de grootste operationele tank uit de geschiedenis) en de Maus (het zwaarste tankprototype). Het oorspronkelijke ontwerp was zelfs nog een paar meter langer, maar werd verkort om te voorkomen dat - hoewel de bepantsering niet dikker was dan 30 mm - het gewicht zou oplopen tot 150 ton. Nu zou een bescheiden 120 ton het maximum zijn. Omdat hij door zijn omvang niet in zijn geheel per trein te vervoeren was, wordt hij opgebouwd uit zes modules van elk zo'n 20 ton. Vooraan bevindt zich het Führerraum voor de twee chauffeurs, dat meteen dient als secundaire gevechtsruimte met drie machinegeweren (maar met maar twee machinegeweerschutters). Daarachter ligt het echte Kampfraum met bovenop een observatiecilinder voor de commandant en de artillerieofficier die het hoogste punt van de tank vormt op de uitlaten na. Achter hen zit de seiner die een oprichtbare semafoor op het dak moet bedienen. Halverwege de tank begint de Motorkammer. Daar geven twee motoren, onderhouden door twee mecaniciens, de tank een maximumsnelheid van acht km/u. Eerst had men gedacht daarvoor de zwaarste 200 pk voertuigmotoren te kunnen gebruiken waarover Duitsland beschikte, maar die worden al snel vervangen door twee 650 pk Daimler zescilinder duikbootmotoren. Anders zou men problemen hebben gehad met het in gang zetten van de transmissies in de volgende module: het Getrieberaum. Drieduizend liter brandstof is daar veilig opgeborgen.
Als we deze delen in elkaar zetten verkrijgen we een voertuig dat erg smal lijkt met zijn drie meter breedte. Maar er zijn nog twee modules over. Aan de zijkanten van de tank zijn twee gevechtsgalerijen aan te brengen. Achteraan reiken die tot over het begin van de transmissieruimte; ze blijven smal ter hoogte van de machinekamer; aan de achterkant van de gevechtsruimte verbreden ze zich plots om zich dan onder dezelfde hoek te versmallen tot bij een punt vlak achter de bestuurdersruimte. Het breedste punt van de tank is hierdoor bijna zes meter. Alle overgangen zijn afgerond, net als de voor- en achterkant van de tank. Het zeer platte gevechtsvoertuig krijgt hierdoor een voor die tijd heel futuristisch uiterlijk, dat sinister begint aan te doen als we ook de verdere bewapening aanbrengen: aan de achterzijde van de gevechtsgalerij steekt een machinegeweer schuin naar achter bediend door één schutter; de twee facetten van de verbreding van de gevechtsruimte bevatten ieder een 77 mm Idstein vestingkanon bediend door drie kanonniers en de langere schuin naar voren wijzende zijde daarvan ook nog een extra machinegeweer bediend door een schutter en een lader. De verbredingen lijken daardoor op de barbettes van de Britse tanks. Met in totaal vier kanonnen (met zo'n 800 granaten) en zeven machinegeweren (en een munitievoorraad van ongeveer 21.000 kogels) komt de K-Wagen nog het meest overeen met het landpantserschip waarover men voor de oorlog fantaseerde. Het zou dus een bemanning gehad moeten hebben van 27: de commandant, twee chauffeurs, artillerieofficier, twaalf kanonniers, zes machinegeweerschutters, twee laders, seiner en twee mecaniciens. Net zoals een oorlogsschip heeft de K-Wagen een centraal vuurleidingssysteem waarbij de commandant elektrisch verstuurde richt-, vuur- en stuurbevelen zou geven aan kanonniers en chauffeurs.

## Operationele geschiedenis
De K-Wagen heeft nooit werkelijk aan de strijd deelgenomen. Toen de oorlog op 11 november 1918 eindigde, was er bij Riebe één voertuig bijna klaar en bij een tweede moesten nog de motoren ingebouwd worden; Wegmann had haast één romp voltooid. Zoals steeds weer opnieuw zou blijken, lopen tankprojecten nu eenmaal uit. Maar zelfs als men op tijd geleverd had, zou het vermoedelijk niet tot een echte frontinzet zijn gekomen. De Probeabteilung van het Feldwagenamt concludeerde al in een rapport van 18 oktober 1917 dat de tank fundamenteel ongeschikt was voor een aanval; hoogstens zou hij als een mobiele vesting achter de eigen linies opgebouwd kunnen worden.
De rompen werden op bevel van de wapenstilstandscommissie vernietigd. Zelfs een proefritje van het bijna afgebouwde exemplaar werd niet toegestaan. In 1942 liet Hitler van de tank een houten model op ware grootte bouwen ter vergelijking met zijn eigen megalomane tankprojecten. Toen hij las dat er eerst het plan bestond om van de K-wagen een vlammenwerper te maken, liet dat idee hem niet meer los en hij bleef zijn ingenieurs lastigvallen met de eis ook hún tanks zo in te richten.
Een laatste vraag blijft nog onbeantwoord: wat betekent "K-wagen" eigenlijk? Men wist dat niet meer en daarom schoot de fantasie te hulp met zulke hypothesen als "Kolossal-Wagen". Uit de bronnen blijkt dat het project eerst Groszkampfwagen genoemd werd; dit kortte men al snel af tot G.K.-Wagen. De "G" ging verloren toen Wegmann erop wees dat er ook een spoorwagontype was dat K-wagen heette en dat die aanduiding mooi gebruikt kon worden als een misleidende codenaam.
A7V · A7V-U · Leichter Kampfwagen I · K-Wagen · Treffaswagen